# Pacifigorgia adamsii
Pacifigorgia adamsii is een zachte koraalsoort uit de familie Gorgoniidae. De koraalsoort komt uit het geslacht Pacifigorgia. Pacifigorgia adamsii werd in 1868 voor het eerst wetenschappelijk beschreven door Verrill. 